# Apogon kardynał
Apogon kardynał (Pterapogon kauderni) – gatunek ryby z rodziny apogonowatych.

## Występowanie
Prawdopodobnie występuje jedynie w archipelagu Wysp Banggai w Indonezji. 
Żyje w płytkich wodach do 2 metrów głębokości, nad piaszczysto-mulistym dnem, porośniętym trawami morskimi (Enhalus acoroides), często w pobliżu pomostów. Jest związany z jeżowcem Diadema setosum, przebywa w jego pobliżu w grupach od 2 do 60 osobników, w razie zagrożenia chroni się między jego kolcami.

## Cechy morfologiczne
Dorasta do 8 cm długości. Wzdłuż linii bocznej 25 łusek. Wygląd bardzo charakterystyczny. Pierwsza płetwa grzbietowa frędzelkowata, druga płetwa grzbietowa i płetwa odbytowa silnie wydłużona, płetwa ogonowa głęboko wcięta. Płetwy brzuszne na wysokości pierwszej płetwy grzbietowej. Na pierwszym łuku skrzelowym 33 -35 wyrostków filtracyjnych (26 - 27 na górnej części i 7 - 8 na dole. W płetwach grzbietowych 8 kolców i 14 miękkich promieni, w płetwie odbytowej 2 kolce i 13 miękkich promieni. W płetwach piersiowych po 13 - 14 promieni.
Ubarwienie jasne z charakterystycznymi czarnymi poprzecznymi pręgami.  

## Odżywianie

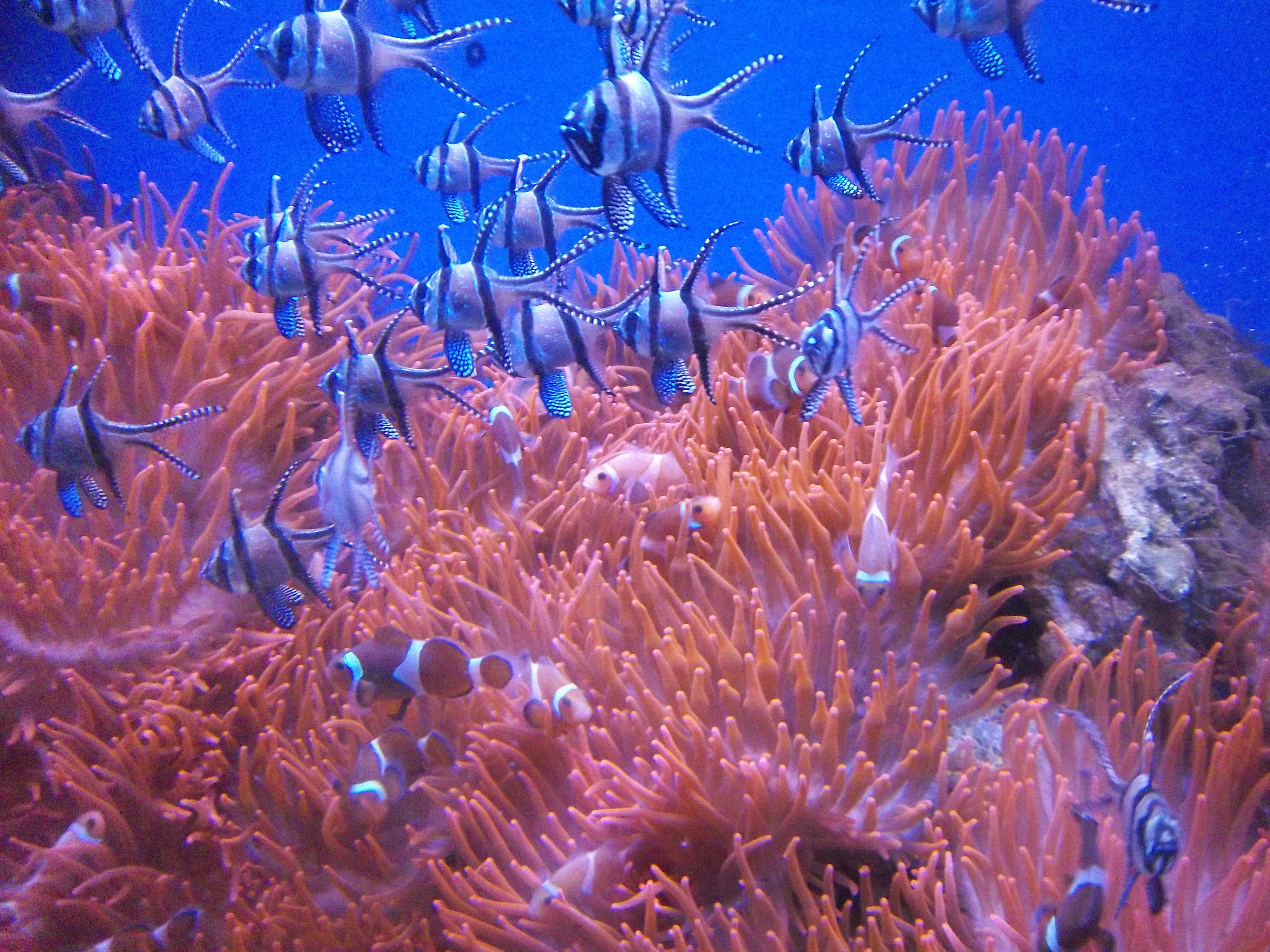
młode osobniki wśród ukwiałów

Prawdopodobnie aktywny nocą, żywi się małymi, dennymi i planktonowymi skorupiakami.

## Rozród
W czasie tarła poszczególne osobniki dobierają się w pary. Ikra ma wymiary 2,5 mm i kulisty kształt. Samiec przechowuje ją w pysku do wylęgu przez 19-20 dni oraz później przez 6 do 10 dni. Narybek wypuszczany jest przez ojca nocą. Osobniki o długości 8 mm są już samodzielne. Młode osobniki (2 - 3 cm) kryją się między kolcami jeżowców lub wśród ukwiałów.

## Znaczenie
Hodowany w akwariach. Z powodu intensywnych połowów w celach hodowlanych gatunek ten jest zagrożony na wolności.